# Catocala faustina
Catocala faustina är en fjärilsart som beskrevs av John Kern Strecker 1873. Catocala faustina ingår i släktet Catocala och familjen nattflyn. Inga underarter finns listade i Catalogue of Life.